# 松平忠直
松平忠直（日语：／ Matsudaira Tadanao，1595年7月16日—1650年10月5日），日本江戶時代初期大名，越前松平家的第二代當主、越前國福井藩第二代藩主。他是初代藩主結城秀康的長男，母親是側室岡山（中川出雲守之女）。幼名長吉丸、仙千代。

## 經歷
1607年（慶長12）時，因為父親過世而繼承越前七十五萬石，1611年迎娶二代將軍德川秀忠之女勝姬為妻。慶長19年（1614年）在大坂冬之陣由越前出兵參戰，但因為損失太多兵力，遭到大御所德川家康的斥責。第二年他在夏之陣時取得豐臣軍武將真田信繁（幸村）的首級，首先攻入大坂城。因為這個功績，他的領地得以增加，官位也升到從三位的參議（父秀康是中納言），他認為這個官位並不高，於是心裡有所不滿。在元和七年（1621年）時，稱病沒有前往江戶參勤，第二年的元和八年（1622年），忠直行為越來越荒謬，企圖殺害正室勝姬（結局是侍女代她受害），甚至派兵去征討自己家臣家（原因是其家臣永見右衛門的母親據傳是美女，忠直意圖納為側室，被拒後將他們殺害）。
將軍秀忠在元和九年（1623年）時命忠直隱居，隱居後的忠直出家，號一伯，被流放到豐後國府内藩（現在的大分市），於1650年過世，年五十六。法名西巖院殿前越前太守源三位相公相譽蓮友大居士，之後改為西巖院殿相譽蓮友大居士。
在大分市王子西町的見佛山淨土寺、大分市津守的朝日寺、和歌山縣高野町的高野山、文京區白山的深廣山淨土寺、鯖江市神明町的長久寺、品川區南品川的補陀落山海晏寺等地點都有其墓地。

## 官職位階履歷
※日期＝舊暦
- 1611年（慶長16）3月20日、從四位下左近衛權少將兼三河守
- 1615年（元和元）6月19日、從三位參議左近衛權中將兼越前守
- 月日不詳、辭去參議。左近衛權中將·越前守如元。

## 相關文獻
- 菊池寬　『忠直卿行狀記』 ISBN 4003106318